# 武曲郡
武曲郡，中国唐朝时设置的郡。
唐玄宗天宝元年（742年），改武安州置武曲郡。治所在武安县（今越南广宁省汪秘）。辖境相当今越南海防、鸿基一带。下辖武安县、临江县（今越南海阳省普赖）。唐肃宗乾元元年（758年）复改为武安州。